# SMS Niobe (1899)
SMS Niobe – niemiecki krążownik lekki typu Gazelle z początku XX wieku, w służbie marynarki cesarskiej podczas I wojny światowej. W okresie międzywojennym sprzedany Jugosławii, gdzie po przebudowie służył jako Dalmacija. Podczas II wojny światowej został zdobyty przez Włochy i przemianowany na Cattaro, a następnie zdobyty przez Niemców, którzy pod pierwotną nazwą Niobe przekazali go sprzymierzonej marynarce Chorwacji. Zniszczony 22 grudnia 1943 przez brytyjskie kutry torpedowe.

## Budowa
„Niobe” był drugim okrętem pierwszego niemieckiego typu krążowników lekkich Gazelle (z konstrukcyjnego punktu widzenia, małych krążowników pancernopokładowych). Stępkę pod budowę położono 30 sierpnia 1898 w stoczni A.G. Weser w Bremie. Wodowanie miało miejsce 18 lipca 1899. Budowę zakończono 25 czerwca 1900, a okręt wszedł do służby w Cesarskiej Marynarce Niemieckiej jako SMS „Niobe” w kwietniu 1901. Nazwa często stosowana dla okrętów przed I wojną światową pochodziła od Niobe z mitologii greckiej. Budowa kosztowała 4,5 milionów marek w złocie. W odróżnieniu od późniejszych okrętów tego typu, „Niobe” i „Gazelle” miały dno obite mosiądzem dla ułatwienia służby w koloniach (miało to znaczenie dla zmniejszenia stopnia obrastania dna, przy rzadszych możliwościach dokowania).

## Służba i modyfikacje

### Służba w Niemczech
Pierwszym dowódcą "Niobe" był kmdr ppor. Reinhard Scheer. W latach 1906–1909 okręt służył na stacjach zagranicznych – w Chinach, Japonii i Polinezji. Podczas I wojny światowej nie był już intensywnie używany – na początku wojny wchodził w skład sił obrony lokalnej. W 1916 został rozbrojony i był używany dalej jako hulk mieszkalny i okręt strażniczy.
Po I wojnie światowej na mocy traktatu wersalskiego pozostawiono Niemcom tylko 8 starych krążowników, wśród nich „Niobe”. Faktycznie jednak okręt nie wszedł ponownie do aktywnej służby. Planowano przezbrojenie go w 10 nowszych dział uniwersalnych 105 mm L/45 na lawetach UToF (w niektórych publikacjach spotyka się informację o przezbrojeniu), lecz według Z. Freivogela, nie doszło do tego. Podwodne wyrzutnie torped 450 mm prawdopodobnie zastąpiono przez dwie wyrzutnie torped 500 mm umieszczone na pokładzie. Jugosławii jednak okręt został sprzedany bez uzbrojenia.

### Modernizacja i służba w Jugosławii
24 czerwca 1925 „Niobe” został zakupiony przez Jugosławię, która nie otrzymała żadnych większych okrętów przy podziale floty austro-węgierskiej po I wojnie światowej i potrzebowała okrętu tego rodzaju do celów szkolnych. Krążownik został w tym celu w latach 1925/26 zmodernizowany i poddany daleko idącej przebudowie w stoczni Deutsche Werke w Kilonii. W służbie jugosłowiańskiej krążownik otrzymał nazwę „Dalmacija” (Dalmacja).
Podczas przebudowy zmieniono część dziobową, a przez to sylwetkę okrętu. Stary dziób, z mocno wysuniętą do przodu dziobnicą taranową i ściętymi burtami na styku z pokładem, zastąpiono przez dłuższy konwencjonalny dziób, z nową, lekko pochyloną dziobnicą. Zwiększeniu uległa powierzchnia płaskiego pokładu dziobowego oraz pomieszczeń mieszkalnych pod pokładem. Okręt w jugosłowiańskiej służbie początkowo był nieuzbrojony, po czym w 1927 (lub 1928) otrzymał w Tivacie uzbrojenie z 6 dział uniwersalnych Škoda M27 kalibru 83,5 mm (często oznaczanych jako 8,4 cm), 2 działek 47 mm oraz 2 wkm plot 15 mm. Działa 83,5 mm były rozmieszczone po jednym na dziobie i na rufie i po dwa na burtach. Wbrew niektórym informacjom, okręt nie otrzymał wyrzutni torped. W 1931 zastąpiono przedni maszt palowy przez masywniejszy maszt trójnożny ze stanowiskiem kierowania ogniem (był on w charakterystyczny sposób umieszczony przed nadbudówką dziobową, obejmując ją tylnymi nogami).
Pierwsze próby okrętu po przebudowie odbyły się 7 sierpnia 1926, po czym 3 września 1926 przypłynął do Tivatu, gdzie został wcielony do marynarki jugosłowiańskiej. W służbie jugosłowiańskiej okręt odbywał rejsy szkolne po Morzu Śródziemnym. Z uwagi na uniwersalne uzbrojenie, określany bywał także jako krążownik przeciwlotniczy (aczkolwiek kaliber jego dział i sama wielkość okrętu były znacznie mniejsze od innych krążowników przeciwlotniczych). Podczas niemieckiego i włoskiego ataku na Jugosławię, „Dalmacija” była okrętem flagowym floty jugosłowiańskiej, która jednak nie podjęła większej aktywności. 6 kwietnia okręt opuścił port w Kotorze i w ciągu następnych dni odpierał ataki włoskiego lotnictwa na jugosłowiańskie niszczyciele, między Perastem i Prčanjem w Zatoce Kotorskiej. Po kapitulacji Jugosławii, 17 kwietnia „Dalmacija” wraz z innymi okrętami została zdobyta w Zatoce Kotorskiej.

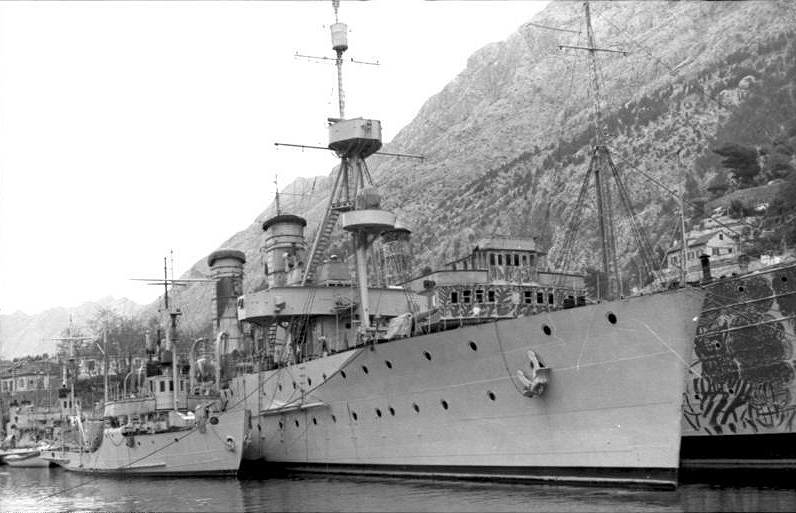
"Dalmacija" po zdobyciu przez Włochów (obok – jugosłowiańskie minowce)

### Służba włoska
Stary okręt został wcielony do włoskiej służby pod nazwą „Cattaro” (Kotor), przeklasyfikowany na kanonierkę, w dyspozycji Szkoły Artylerii w Poli (Pula). Według Z. Freivogela, wbrew spotykanym często informacjom, Włosi zdjęli działka 47 mm, do których nie posiadali zapasów amunicji, montując za to do 6 działek plot 20 mm Breda. Okręt w latach 1942-43 był używany do ostrzeliwania pozycji partyzantów jugosłowiańskich, służył jako okręt-cel dla włoskich okrętów podwodnych i lotnictwa torpedowego. 31 lipca 1942 był celem nieudanego ataku brytyjskiego okrętu podwodnego na południe od Premantury na półwyspie Istria. Po kapitulacji Włoch, został 11 września 1943 zdobyty przez Niemców w Poli, gdzie przebywał w celu remontu kotłów.

### Służba niemiecka i chorwacka
Mimo złego stanu technicznego okrętu, Niemcy, mając mało okrętów na Adriatyku, zdecydowali po remoncie wcielić go do służby, przekazując go sprzymierzonej marynarce Niepodległego Państwa Chorwackiego, w składzie niemieckiej 11. Flotylli Eskortowej. Załoga była mieszana, niemiecko-chorwacka. Po zdobyciu przez Niemców, okręt miał otrzymać dodatkowo dwa poczwórne działka 20 mm Flakvierling, lecz zdaniem niektórych autorów, nie otrzymał ich do momentu zatopienia; nie widać ich też na zdjęciach (spotykane informacje o uzbrojeniu w 26-30 działek 20 mm są błędne, gdyż według Z. Freivogela mogło ich być maksymalnie 12-14). Proponowano dla okrętu nazwy pochodzące od krążowników austro-węgierskich "Zenta" lub "Novarra". 6 grudnia 1943 jednak przywrócono mu oficjalnie pierwotną nazwę "Niobe" (według niektórych źródeł, okręt znany był pod tą nazwą już w listopadzie). Niektóre źródła zachodnie podają, że okręt miał otrzymać chorwacką nazwę "Znajm", "Zniam" względnie "Znijam", ale brak jest potwierdzenia tego faktu, a nazwy te nic nie znaczą po chorwacku i być może chodzi o pomyłkę ze stawiaczem min "Zmaj" (pol. "smok"). Kwestia nazwy noszonej przez okręt w tym czasie nie jest jednak pewna.
13 listopada 1943 "Niobe" wszedł w skład grupy bojowej, która miała wspierać lądowanie na wyspach Krk, Cres i Lošinj, a następnie Korčula (operacja Herbstgewitter). M.in. na wyspie Lošinj wzięto do niewoli brytyjską misję wojskową. W celu wsparcia akcji na Korculę w drugiej fazie operacji, "Niobe" wyszła 18 grudnia 1943 z Poli z torpedowcami TA 20 (dawny "Audace") i TA 22 (dawny "Giuseppe Missori"), do których dołączył TA 21 (dawny "Insidioso"). Z powodu zwiększenia aktywności partyzantów, operację odwołano i okręty skierowały się z powrotem do Poli. Z powodu złej widoczności oraz błędu nawigacyjnego, wieczorem 19 grudnia 1943 "Niobe" wszedł na mieliznę koło wyspy Silba, z której nie zdołano go ściągnąć. Partyzanci poinformowali o tym Brytyjczyków i w nocy na 22 grudnia dwa kutry torpedowe MTB-298 i MTB-276 zniszczyły "Niobe" dwoma torpedami. Zginęło 17 członków załogi, ciężko rannych zostało 16. Zatopiono torpedą także znajdujący się obok holownik "Parenzo", który zatonął z całą załogą 19 osób. Wrak "Niobe" służył później partyzantom jako źródło materiałów. W latach 1947–52 wrak złomowano na miejscu, przez firmę Brodospas.

## Dane techniczne
Uzbrojenie
- początkowe (1900-1916):[1]
  - 10 dział 105 mm L/40 (10xI)
  - 10 karabinów maszynowych
  - 2 podwodne wyrzutnie torpedowe 450 mm
- 1926-1941:[2]
  - 6 dział uniwersalnych 83,5 mm Skoda M27 (6xI)
    - długość lufy L/55 (55 kalibrów), masa pocisku 10 kg, donośność 18 000 m (pozioma), 11 000 m (pionowa)[6][8]; zapas amunicji łącznie 1500[4]

  - 4 działka 47 mm L/44 Skoda[9]
  - 2 wkm plot 15 mm Zbrojovka
- 1941–1943:[4]
  - 6 dział uniwersalnych 83,5 mm Skoda M27 (6xI)
  - 6 działek automatycznych plot 20 mm Breda (6xI)
  - 8 działek automatycznych plot 20 mm Flakvierling (2xIV) (od 1943, uzbrojenie niepewne)

Opancerzenie
- pokład pancerny: 20–25 mm
- boczne skosy pokładu pancernego: 50 mm
- stanowisko dowodzenia: 80 mm (dach 20 mm)
- maski dział (pierwotnych): 50 mm